# Epialtoides hiltoni
Epialtoides hiltoni är en kräftdjursart som först beskrevs av M. J. Rathbun 1923.  Epialtoides hiltoni ingår i släktet Epialtoides och familjen Epialtidae. Inga underarter finns listade i Catalogue of Life.